# Rose Valley
Rose Valley es un borough ubicado en el condado de Delaware en el estado estadounidense de Pensilvania. En el año 2000 tenía una población de 944 habitantes y una densidad poblacional de 514 personas por km².

## Geografía
Rose Valley se encuentra ubicado en las coordenadas 39°53′43″N 75°23′9″O / 39.89528, -75.38583

## Demografía
Según la Oficina del Censo en 2000 los ingresos medios por hogar en la localidad eran de $114,373 y los ingresos medios por familia eran $118,637. Los hombres tenían unos ingresos medios de $91,184 frente a los $47,031 para las mujeres. La renta per cápita para la localidad era de $54,202. Alrededor del 2.4% de la población estaba por debajo del umbral de pobreza.